# 桑岐县
桑岐县，一译城佳县，是柬埔寨马德望省下辖的一个县。
据1998年人口普查，此县共有106,267人。